# Зоа, Люк Овона
Люк Овона Зоа (фр. Luc Owona Zoa; 23 января 1979, Яунде, Камерун) — камерунский футболист, выступал на позиции защитника.

## Карьера
Люк Зоа — воспитанник клуба «Канон», однако он дебютировал в чемпионате Камеруна в клубе «Синтра», через 2 года он уехал в Мексику, в клуб «Монтеррей», где провёл 1 сезон, после чего вернулся в Африку, в южноафриканский клуб «Орландо Пайрэтс», где прошли лучшие годы карьеры Зоа, за два года он стал сначала бронзовым призёром, а затем и чемпионом ЮАР.
Игра в составе южноафриканского чемпиона привлекла внимание руководства московского «Спартака», но за «Спартак» Зоа провёл лишь 3 матча и забил автогол в принципиальном дерби с ЦСКА, 14 матчей Зоа провёл за дубль «красно-белых». В 2005 году Зоа был отдан в аренду на полсезона в махачкалинский «Анжи», по возвращении в «Спартак» главный тренер клуба Александр Старков сказал игроку, что видит его правым защитником, на что Зоа сказал, что он центральный защитник, и попросил дать ему шанс, но Старков шанса не дал, а потому Зоа играл за «дубль» «красно-белых», там же он получил тяжелую травму — сломав скулу, после всего этого Зоа перешёл в «Анжи». Там Зоа провёл 2 года, после чего в середине сезона выразил желание покинуть команду из-за проблем с главным тренером команды, что он и сделал в середине сезона. «Анжи» не расплатился с игроком по контракту, нарушив условия трудового договора, после чего РФС запретил клубу регистрировать новых игроков, что и было сделано.
После ухода из «Анжи» Зоа вернулся в Камерун и играл в любительской лиге, одновременно тренируясь с личным тренером. Вместе с этим Зоа вёл свой бизнес, связанный с продажей автомобилей.
В 2011 году Зоа перешёл в индонезийский клуб «Персисам Путра Самаринда».

## Достижения
- Чемпион ЮАР: 2003